# 流氓
流氓通常是經常生事、不講道理、靠威脅、恐嚇等手段取得利益者。古时指没有工作的露宿者，而后专指不去學校上課、做對社會有害之事的人。現今指習慣自稱「兄弟」有稱兄道弟之習慣的族群，或以「流氓」、「地痞流氓」等為這類人的代稱。

## 字義解釋
在中國甲骨文時代「流」指流動的。而「氓」則因時代的變遷而有以下幾種解釋：
- 《說文》中指的是人民
- 《石經註疏》中與甿相通，也就是農民
- 《周禮》中則是指新徙來者

上古時代社會是有團體聚居的，各個集團會互相攻伐，抓到的敵人就是俘虜，也就是對方的農民或野民；這些人沒有家沒有牽掛，往往會逃亡四處流浪，因此逃亡流浪的農民稱為「流氓」。
而原本並非貶義的名詞卻因為沒有家庭拖累，為了活命什麼事情都幹得出來。這樣一來，詞義發生了變化，流氓一詞便成了對壞人的鄙視，產生了貶義。